# Coptoeme krantzi
Coptoeme krantzi là một loài bọ cánh cứng trong họ Cerambycidae.